# Daniel Karlsson
Daniel Karlsson (* 31. August 1973 in Kristinehamn) ist ein schwedischer Jazzmusiker (Piano, Komposition).

## Leben und Wirken
Karlsson begann im Alter von vier Jahren mit dem Klavierspiel und studierte von 1992 bis 1994 Musik an der Volkshochschule Skurups. Anschließend studierte er an der Königlichen Musikhochschule in Stockholm. Er lebt heute auf der Insel Runmarö im Stockholmer Schärengarten.
Karlsson wurde bekannt durch Arbeit im Trio Oddjob (mit Goran Kajfeš und Per „Ruskträsk“ Johansson) und in der Magnus Öström Band. Er hat außerdem mit Fredrik Norén, Andreas Pettersson, Mikael Sörensen, Till Brönner, Nils Landgren, Viktoria Tolstoy und Rigmor Gustafsson zusammengearbeitet, aber auch mit der Norrbotten Big Band und der schwedischen Radiojazzgruppen. 2005 veröffentlichte er mit Pan-Pan sein erstes Album unter eigenem Namen. Außerdem spielte er mit Peter Erskine, Jeanette Lindström, Mark Wyand, Bobo Stenson, Palle Danielsson und Jon Christensen, aber auch mit Standard Connection. In den letzten Jahren war er zudem in der Band von Sarah Blasko zu hören.
Karlsson, der 2014 ein Duoalbum mit Thomas Markusson vorlegte, konzentrierte sich in den letzten Jahren vor allem auf sein eigenes Trio (mit Bassist Christian Spering und Schlagzeuger Fredrik Rundqvist), das 2013 mit Das Taxibåt sein Plattendebüt hatte. Das zweite Album Fusion for Fish, das im August 2014 erschien, wurde mehrfach ausgezeichnet – mit dem Jazzkatten als Jazzgruppe des Jahres 2014, mit der Gyllene Skivan sowie mit einem Grammis als beste Jazzproduktion. Das 2016 veröffentlichte Album At the Feel Free Falafel erhielt ebenfalls positive Kritiken. Die vierte Veröffentlichung Ding Dong wurde 2018 für einen schwedischen Grammis für das beste Jazzalbum nominiert. Im selben Jahr erschien No. 5, die Kompilation So Far und 2019 Fuse Number Eleven.